# این-گرید
این-گرید با نام اصلی اینگرید امیلیانا آلبرینی (Ingrid Alberini) خوانندهٔ ایتالیایی است که با آهنگ «Tu es foutu» در سال ۲۰۰۴ به شهرت رسید.

## بیوگرافی
این-گرید پس از ستارهٔ مشهور سینما اینگرید برگمن به این اسم، نامیده شد. والدین او صاحب یک سینما بودند. او با تماشای فیلم‌ها بزرگ شد که به گفتهٔ خودش تاثیر زیادی بر خواننده شدنش داشته‌است.

## دیسکوگرافی
- Rendez-Vous - ۲۰۰۳
- La Vie en Rose - ۲۰۰۴
- Voila! - ۲۰۰۵
- passion - 2010

## موفقیت‌های جدول فروش
- TU ES FOUTU
  - #۱ در یونان
  - #۱ در سوئد
  - #۲ در هلند
  - #۴ در بلژیک
  - جزو ده آهنگ برتر در ایتالیا
  - Number one Airplay in Russia
  - جزو ده آهنگ برتر در اسپانیا و آلمان
- YOU PROMISED ME
  - جزو ده آهنگ برتر در استرالیا
  - #۱۴ در نیوزلاند
  - ۴۱ هفته در جدول فروش آلمان